# Mpanga-Gefängnis
Das Internationale Gefängnis Mpanga (englisch Mpanga International Prison), offiziell in Ruanda als Nyanza-Gefängnis (englisch Nyanza Prison) bekannt, ist ein Gefängnis im Nyanza- oder Ruhango-Distrikt in Ruanda. 2006 gegründet, gilt es als eines der modernsten in Afrika. Die Baukosten betrugen umgerechnet etwa 2,4 Millionen Euro.
Es dient als internationale Haftanstalt vor allem auch der Unterbringung afrikanischer Kriegsverbrecher. Etwa 8000 Gefangene, darunter ruandische und sierra-leonische Kriegsverbrecher, sind in Mpanga inhaftiert. Sie wurden vom Internationalen Strafgerichtshof für Ruanda und dem Sondergerichtshof für Sierra Leone überstellt.

## Sierra-Leoner
Da Sierra Leone 2007 nicht über die nötige Infrastruktur für die Verurteilten verfügte, wurden diese 2009 nach Ruanda gebracht. Die vier verbliebenen inhaftierten sierra-leonischen Kriegsverbrecher sind (Stand Ende 2020):
- Morris Kallon (* 1964), Führungsmitglied der RUF; 40 Jahre Haft
- Brima Bazzy Kamara (* 1968), Mitglied des Armed Forces Revolutionary Council (AFRC); 46 Jahre und 50 Wochen Haft
- Santigie Borbor Kanu (* 1965), Mitglied des AFRC; 51 Jahre und 50 Wochen Haft
- Issa Sesay (* 1970), Führungsmitglied der RUF; 52 Jahre Haft

Die Kosten für die Haft der vier Personen belief sich im Jahr 2022 auf 62.000 US-Dollar.
Frühzeitig entlassen wurden:
- Moinina Fofana (* 1950), Führungsmitglied der Civil Defence Forces (CDF) – vorzeitige Haftentlassung 2015[6]; ursprünglich zu 15 Jahren Haft verurteilt
- Allieu Kondewa, Führungsmitglied der CDF – vorzeitige Haftentlassung 2018[7]; ursprünglich zu 20 Jahren Haft verurteilt
- Augustine Gbao (* 1948), Führungsmitglied der Revolutionary United Front (RUF) – vorzeitige Haftentlassung 2020[8]; ursprünglich zu 25 Jahren Haft verurteilt

In der Haft verstorben:
- Alex Tamba Brima (1971–2016), Mitglied des AFRC; 50 Jahre Haft

## Ruander
(Auswahl)
- Léon Mugesera – 2016 zu lebenslanger Haft verurteilt